# Принцесса Тайпин (джонка)
Princess Taiping (кит. упр. 太平公主号, пиньинь Tàipíng gōngzhǔ hao) была точной копией китайской джонки династии Мин, построенной для парусного путешествия из Китая в Соединенные Штаты и обратно. Судно затонуло примерно в 42 морских милях (78 км) от своего конечного пункта назначения в субботу, 25 апреля 2009 года. В случае успеха это был бы первый корабль такого рода, который, как известно, сделал это. (пятьдесят лет назад джонка под названием «Свободный Китай» была отправлена в плавание в Сан-Франциско, но ни один из них никогда не совершал более трудного обратного путешествия в Китай.

## История

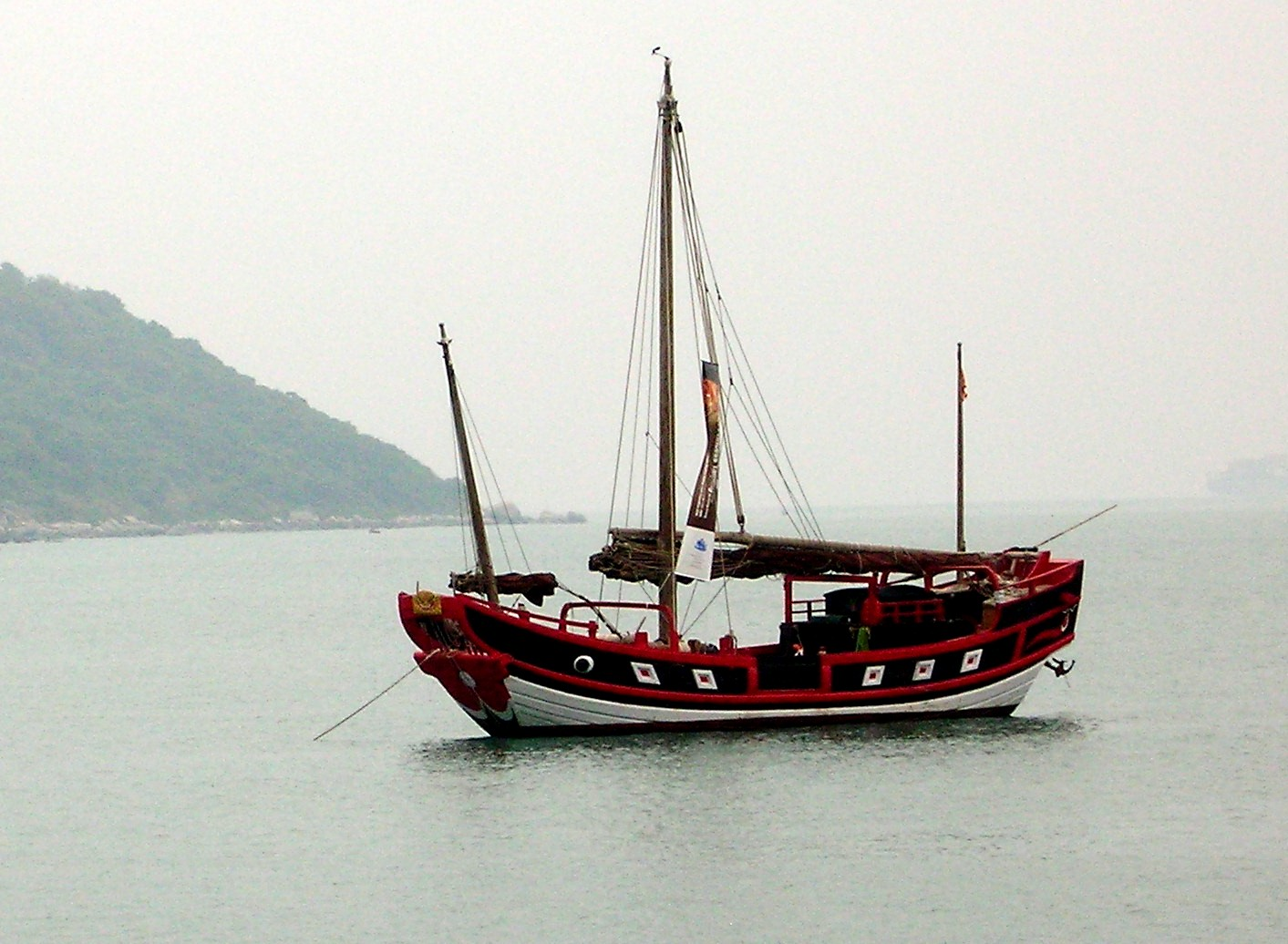
The Princess Taiping

Корабль был заказан 61-летним Лю Ниншэном («Нельсон Лю»), возможно, первым тайваньцем, когда-либо совершившим кругосветное плавание на яхте, чтобы продемонстрировать правдоподобие теории о том, что китайцы исследовали Западное побережье Америки за десятилетия до путешествий Христофора Колумба. Корабль был точной копией военных кораблей флотов Чжэн Хэ и Коксинга. Он был длиной 54 фута (16 м) и шириной 45 футов (14 м). Тридцать мастеров из Фучжоу, Цюаньчжоу и Чжанчжоу потратили шесть лет на строительство корабля без гаек и болтов, используя традиционные китайские методы судостроения. Он был полностью ветряным, с тремя хлопковыми парусами.
Корабль был спущен на воду в июне 2008 года из Сямэня в Китайской Народной Республике. Он отправился 26 июня из Килунга, Тайвань, с Лю в качестве шкипера. Он сделал 17 000 миль (27 000 км) своего путешествия, остановившись в Калифорнии, Гавайях и Япония, среди прочего, до того, как он был протаранен Champion Express, 650-футовым (200 м) норвежским химическим танкером под либерийским флагом, недалеко от гавани Су Ао на северо-востоке Тайваня, в 20–30 милях от конца своего рейса обратно в Килунг. «Принцесса Тайпин» затонула. Хотя «Чемпион Экспресс» не останавливался, чтобы оказать помощь, Лю послал сигнал бедствия по радиомаяку. Шкипер и все десять членов его международной команды были спасены тайваньским вертолетом и спасательным судном после нескольких часов в воде.
Во время потопления на Тайване строилась аналогичная копия судна династии Мин. Эта реплика под названием «Тайвань Чэн Кунг» отплыла из гавани Аньпина в субботу 4 декабря 2010 года и отправилась в устье ручья Луэрмен на Тайване.